# Лейзі-Лейк (Флорида)
Лейзі-Лейк (англ. Lazy Lake) — селище (англ. village) в США, в окрузі Бровард штату Флорида. Населення — 33 особи (2020).

## Географія
Лейзі-Лейк розташоване за координатами 26°9′23″ пн. ш. 80°8′43″ зх. д. / 26.15639° пн. ш. 80.14528° зх. д. (26.156332, -80.145209).  За даними Бюро перепису населення США в 2010 році селище мало площу 0,06 км², уся площа — суходіл.

## Демографія
Згідно з переписом 2010 року, у селищі мешкали 24 особи в 11 домогосподарстві у складі 2 родин. Густота населення становила 398 осіб/км².  Було 15 помешкань (249/км²).
Расовий склад населення:
| - 91,7 % — білих - 4,2 % — корінних американців - 4,2 % — чорних або афроамериканців |

До двох чи більше рас належало 0,0 %. Частка іспаномовних становила 8,3 % від усіх жителів.
За віковим діапазоном населення розподілялося таким чином: 0,0 % — особи молодші 18 років, 83,3 % — особи у віці 18—64 років, 16,7 % — особи у віці 65 років та старші. Медіана віку мешканця становила 57,5 року. На 100 осіб жіночої статі у селищі припадало 500,0 чоловіків;  на 100 жінок у віці від 18 років та старших — 500,0 чоловіків також старших 18 років.
Цивільне працевлаштоване населення становило 17 осіб. Основні галузі зайнятості: фінанси, страхування та нерухомість — 41,2 %, науковці, спеціалісти, менеджери — 23,5 %, будівництво — 17,6 %, освіта, охорона здоров'я та соціальна допомога — 11,8 %.